# Verkehrsverbund Ost-Region

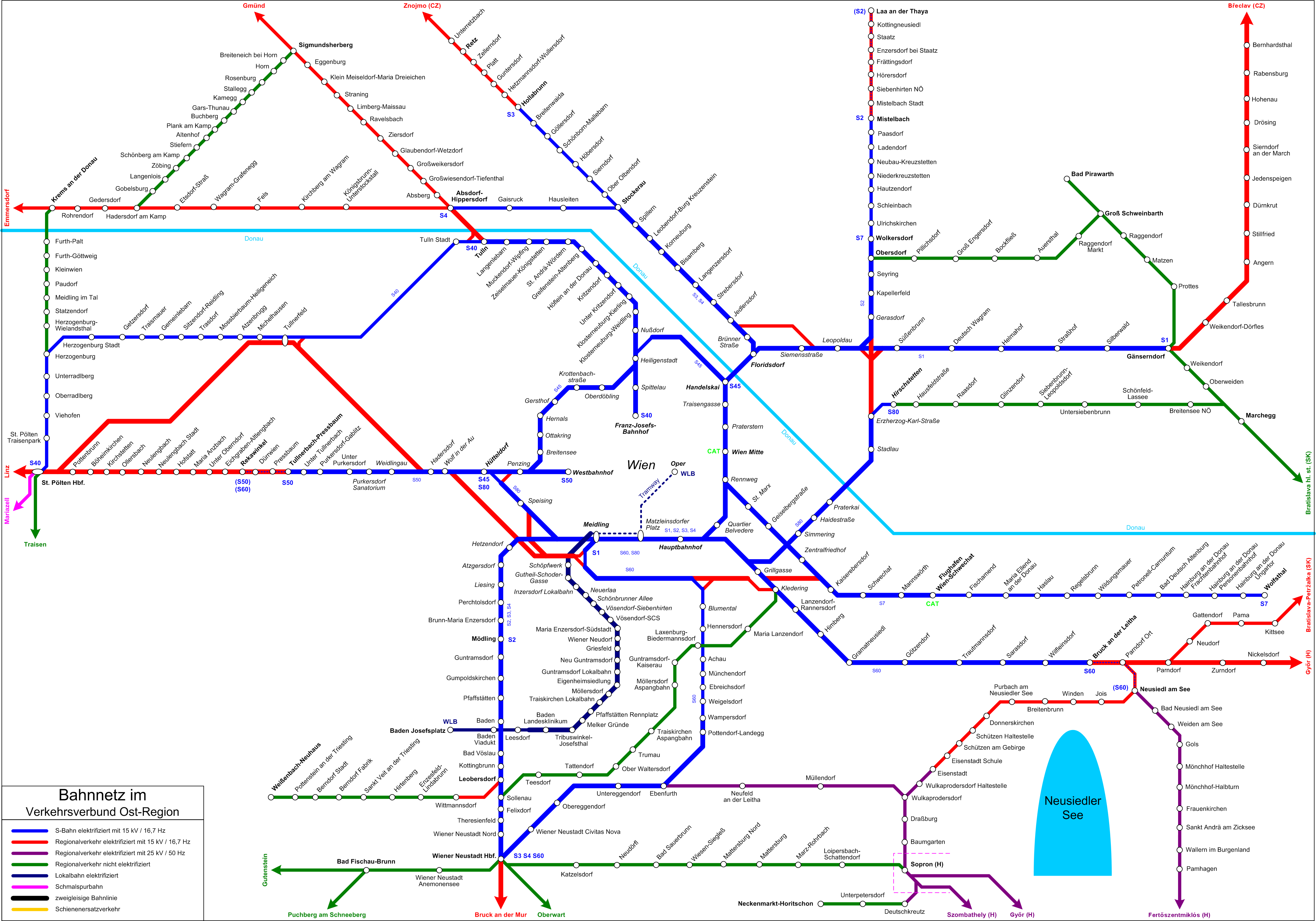
Bahn-Netz im Verkehrsverbund Ost-Region bis zur Integration des VVNB im Juli 2016

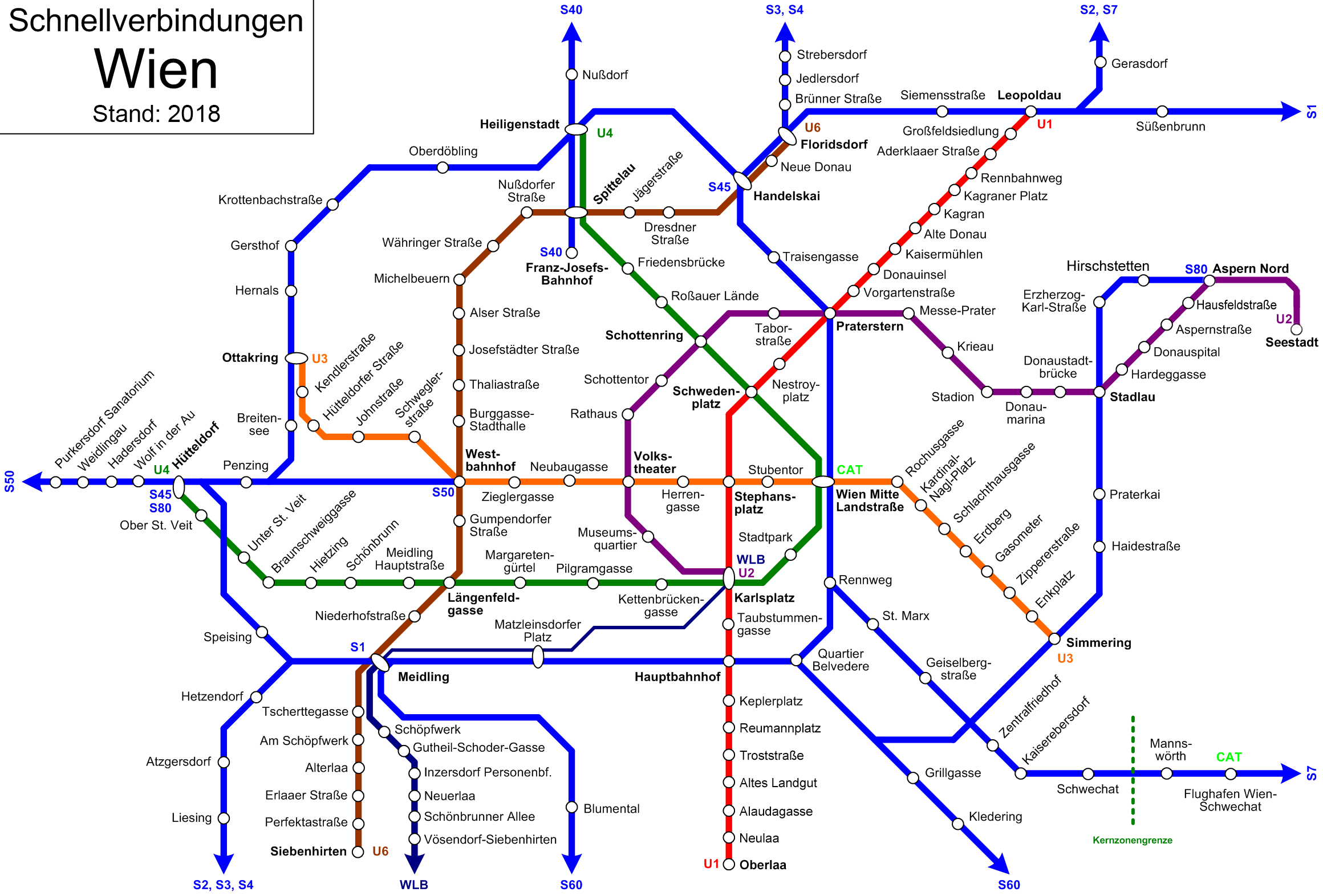
ÖPNV in Wien – Kernzone Wien des VOR

Die Verkehrsverbund Ost-Region (VOR) Gesellschaft m.b.H. ist ein Dienstleister im öffentlichen Nahverkehr in der Ost-Region Österreichs (Wien, Niederösterreich und Burgenland).
Im Jänner 2021 haben die Verkehrsbetriebe Burgenland (VBB) die Planung und Abwicklung der Regionalbusverkehre im Burgenland übernommen. Und mit 1. September 2024 hat die Niederösterreichische Verkehrsorganisationsgesellschaft (NÖVOG) die Planung, Bestellung und Abwicklung der niederösterreichischen Regionalbus- und Bedarfsverkehre übernommen. Somit verbleiben beim Verkehrsverbund Ost-Region nur noch die Aufgabenbereiche „Verbundtarif“, „Fahrgastinformation“ und „SPNV“ (planerische Agenden im Schienenpersonennahverkehr der ÖBB).
Im 23.562,71 Quadratkilometer großen Verbundraum (Wien, Niederösterreich und Burgenland) leben 3,9 Millionen Einwohner. Rund 920 Linien befördern auf einer Linienlänge von rund 17.700 Kilometern mit 10.900 Haltestellen und 493 Bahnhöfen jährlich 0,9 Mrd. Fahrgäste.

## Der Verbund
Der VOR wurde mit Gesellschaftsvertrag vom 4. September 1974 gegründet. Die Ersteintragung im Firmenbuch erfolgte am 5. November 1974. Am 3. Juni 1984 nahm man den tatsächlichen Betrieb auf. Die Gesellschaft ist beim Handelsgericht Wien unter der Firmenbuchnummer 117218f eingetragen. Die Gesellschafter sind die Bundesländer Wien, Niederösterreich und Burgenland. Wien und Niederösterreich gehören je 44 %, 12 % dem Burgenland.
 Die Gesellschaft verfügt über eine einbezahlte Stammeinlage von insgesamt 100.000 Euro.
Ab 2003 gab es Überlegungen, den Verkehrsverbund Ost-Region mit dem Verkehrsverbund Niederösterreich-Burgenland (VVNB) zusammenzulegen. 2005 übernahm der VOR das Management des VVNB. 2008 wurde das Design überarbeitet. Im Dezember 2010 wurde der Beschluss zur Zusammenlegung der beiden Verbünde gefasst. Im neuen Verbundraum sollte anstelle des ringförmigen Zonensystems (VOR) und des kilometerbasierenden Tarifgruppensystems (VVNB) ein einheitliches Wabensystem gelten. Der Start war für den Zeitraum zwischen Sommer 2012 und Sommer 2013 geplant,
wurde aber verschoben und Anfang 2013 für „spätestens Anfang 2014“ angekündigt, wobei jetzt von nicht näher beschriebenen „kleineren gerechteren Tarifeinheiten“ statt der bestehenden Außenzonen die Rede war.
Am 6. Juli 2016 wurde dann tatsächlich die Zusammenlegung der Verkehrsverbünde VOR und VVNB Realität – mit einem gänzlich anderen Tarifsystem als ursprünglich geplant.
Der Verkehrsverbund Ost-Region ist Mitglied bei Mobilitätsverbünde Österreich, dem Zusammenschluss der sieben regionalen österreichischen Verkehrsverbünde.

### Aufsichtsrat
Bei dieser Gesellschaft mit beschränkter Haftung (GmbH) ist ein Aufsichtsrat eingerichtet. Dem Aufsichtsrat gehören derzeit acht Mitglieder an:
- Vorsitz (rollierend): Erich Valentin (Wien)
- Vorsitz-Stellvertretung (rollierend): Hubert Keyl (Niederösterreich)
- Mitglieder: Sabine Halbarth (Burgenland), Andreas Dillinger, Burkhard Mötz
- Arbeitnehmervertreter: Claudia Kavlik, Marco Teßmann, Erwin Hunadini

Geschäftsführer sind Alexander Schierhuber (seit August 2024) und Karin Zipperer.

## Verbundunternehmen
Folgende Unternehmen sind im VOR:

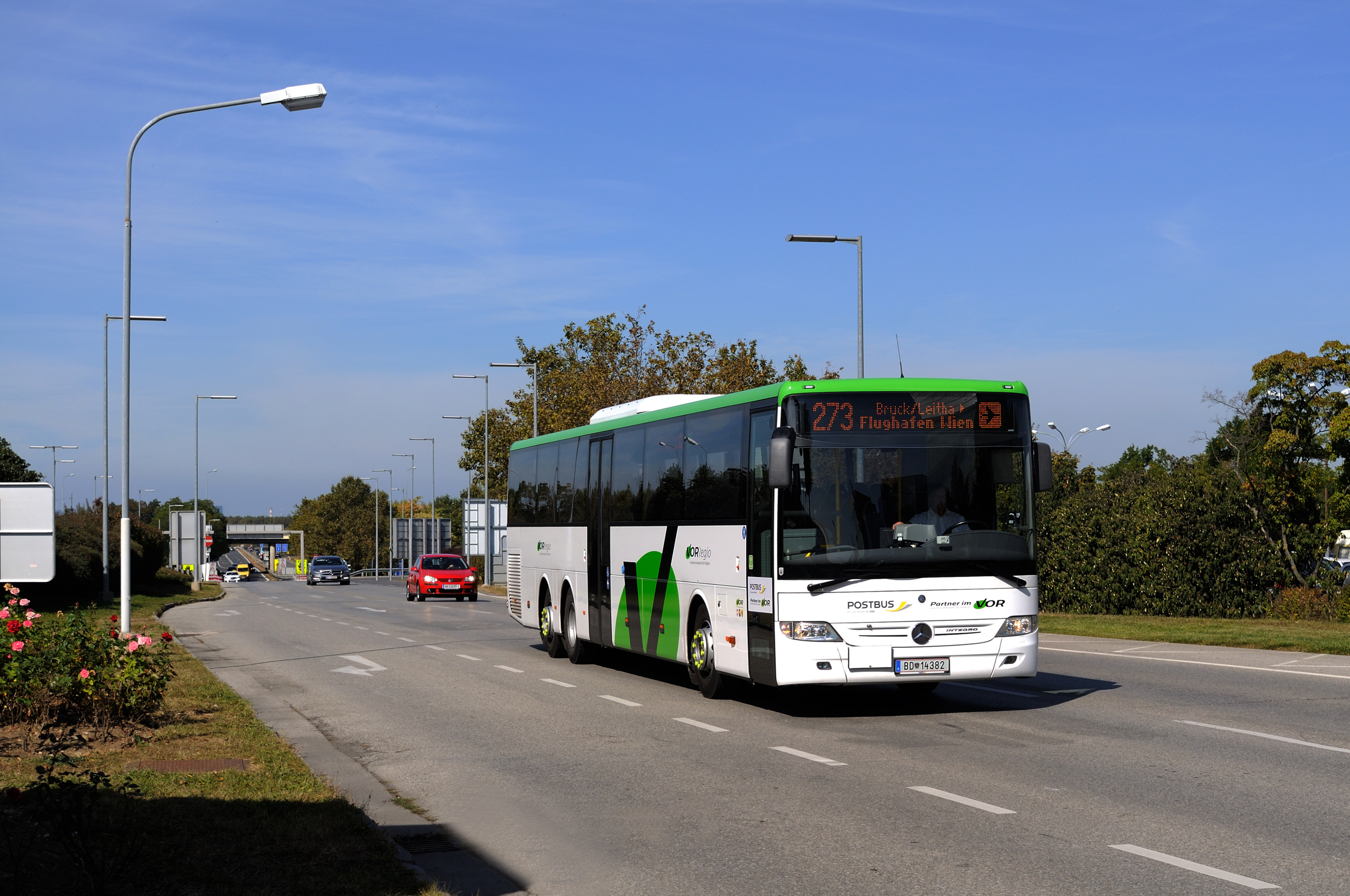
Mercedes-Benz Integro L (Postbus) im VOR-Design als Linie 273 am Flughafen Wien-Schwechat

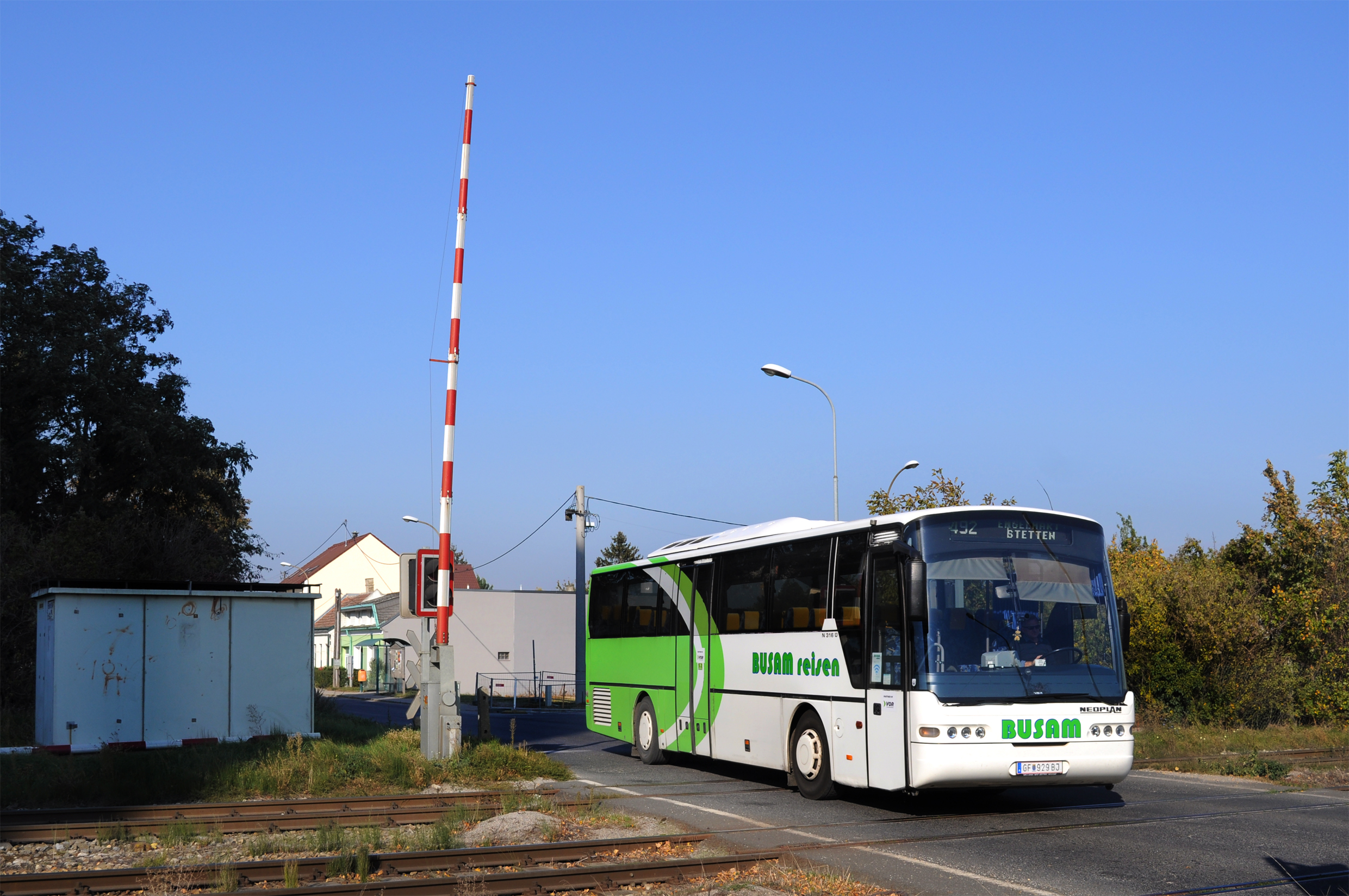
Neoplan N 316 Ü (Busam) im alten VOR-Design als Linie 492 in Siebenbrunn-Leopoldsdorf

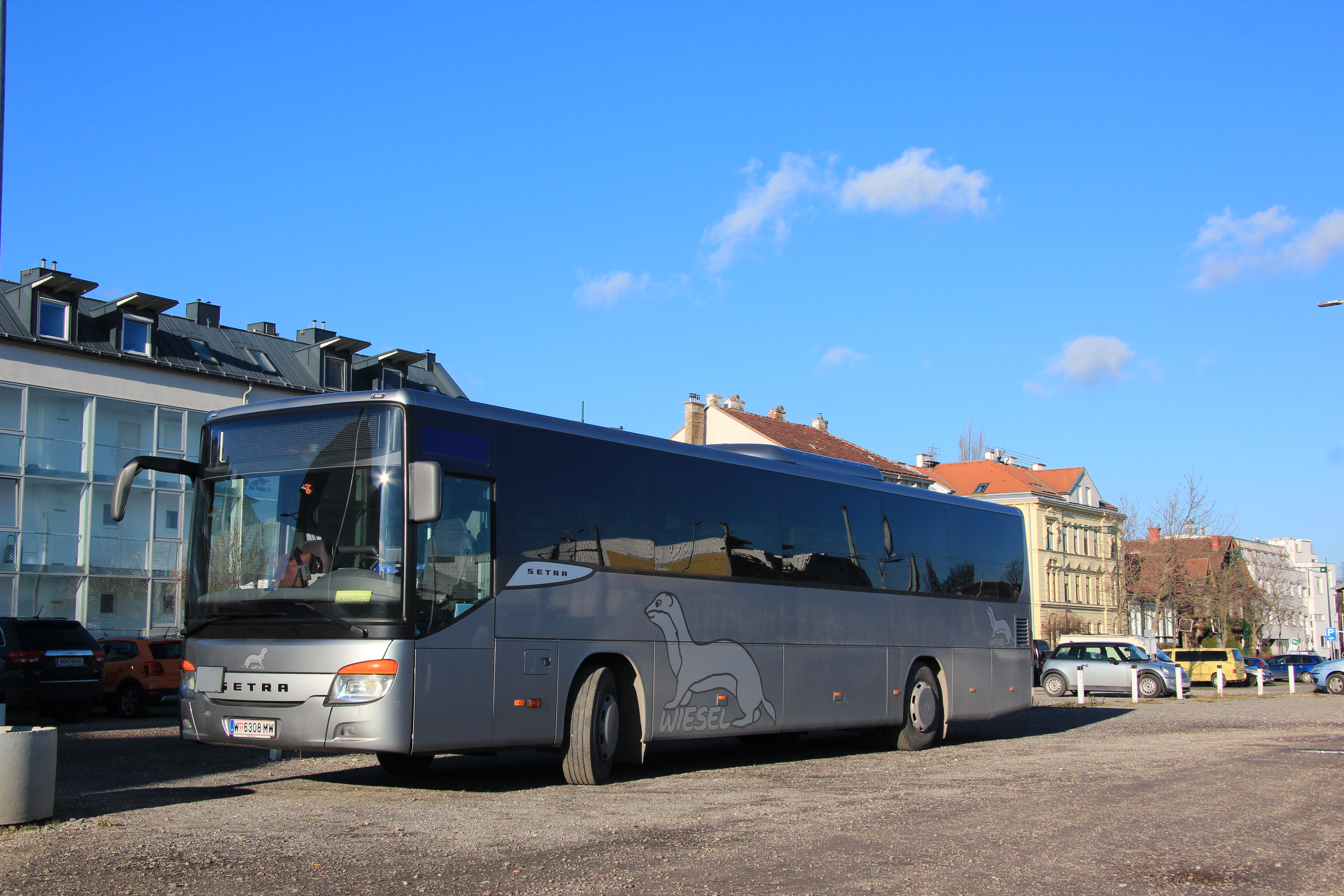
Wieselbus in Mödling

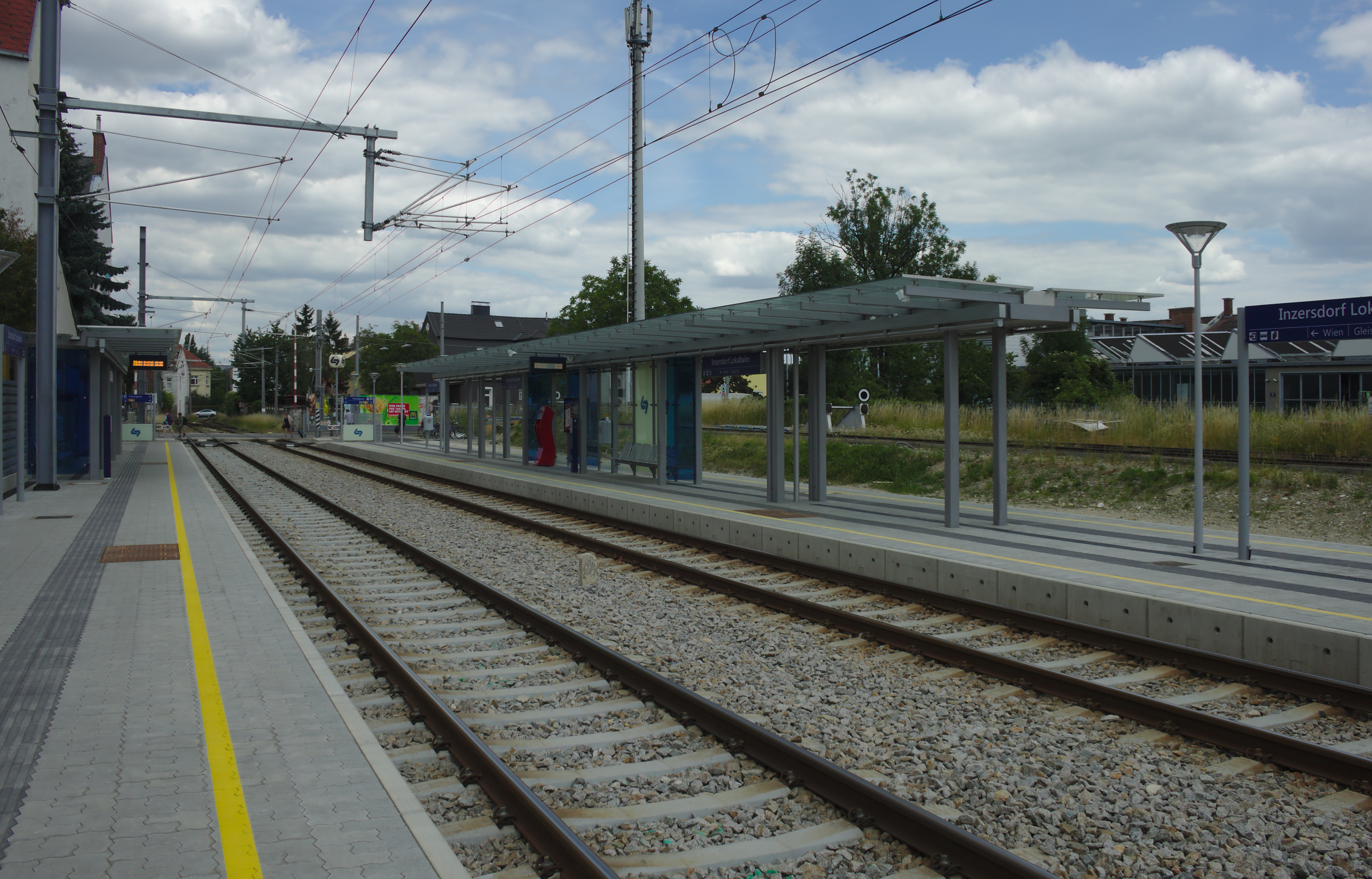
Bahnhof Inzersdorf Lokalbahn der Wiener Lokalbahnen AG

| - Blaguss - Busam Reisen - Dr. Richard NÖ - Dr. Richard Verkehrsbetriebe - Edtbrustner - Frank Reisen - Gschwindl - Igler Autoreisen - Jandrisevits Reisen - Kerschner Reisen - Knaus Reisen - Köchl Ludwig Mietwagen und Linienverkehr - Kolda GmbH Co. KG - Langthaler Transport - Mitterbauer Reisen & Logistik - N-Bus GmbH - Niederösterreich Bahnen (Mariazellerbahn, Citybahn Waidhofen) - ÖBB-Personenverkehr - Österreichische Postbus AG - Partsch M. Verkehrsbetriebe - Pichelbauer Reisen | - Raaberbahn - Reisebüro & Autobusunternehmen Petra Wurz-Frank - Reisebüro Pölzl - Retter Linien - Rezniczek Kurt - Sagmeister Reisen - Schuch Autoreisen-Reisebüro - Südburg Kraftwagen Betriebs-GmbH & Co. KG - Temper Franz - Verkehrsbetriebe Burgenland - Verkehrsbetriebe Stadtgemeinde Ybbs/Donau - Wachau Touristik Bernhardt - Wendl Josef - WESTbahn Management GmbH - Wiener Linien - Wiener Lokalbahnen - Wiener Neustädter Stadtwerke - Winter Elisabeth Verkehrsbetriebe - Ziegler Reisen - Zuklin Bus |

Der VOR koordiniert seit Juli 2018 auch die zehn Wieselbus-Linien, die sternförmig aus dem Waldviertel, Weinviertel und Industrieviertel in die Landeshauptstadt St. Pölten führen.
Der City Airport Train, die Vienna Airport Lines (Postbus) und der Regiojet sind nicht in das VOR-Tarifsystem eingebunden, ebenso wenig Bahnlinien mit rein touristischem Verkehrsangebot, wie Wachaubahn, Waldviertlerbahn, Reblaus Express und Schneebergbahn.

## Tarifsystem
Mit 6. Juli 2016 wurden die Verbundgebiete des VOR und des VVNB vereint und ein neues, einheitliches Tarifsystem eingeführt.
Im Außenbereich (ehemalige VOR-Außenzonen plus ehemaliges VVNB-Gebiet) gibt es keine Zonen oder sonstige Unterteilung mehr. Verblieben ist die Kernzone Wien (vorher auch als „Zone 100“ bezeichnet). Die Tarife für die Kernzone und den Außenbereich wurden mit der Neuorganisation vollständig entkoppelt, Überlappungsbereiche nach Wien hinein gibt es nicht mehr. Im Außenbereich liegt die Preisgestaltung und Planung des Linienverkehrs in der Zuständigkeit der VOR GmbH, in der Kernzone sind die Wiener Verkehrsbetriebe zuständig.
In der Kernzone ist das bisherige Wiener Tarifsystem und Fahrkartensortiment in Geltung geblieben.
Im Außenbereich (offiziell „Region“) kommt ein Streckentarif zur Anwendung, wobei sich der Einzelfahrtstarif anfangs aus Abschnitten zu je 2,20 (früherer Zonentarif) und 1,10 Euro zusammensetzte, oder ein Mindestpreis von 1,70 Euro galt. Vergünstigte Ortstarife existieren in einigen Gemeinden nach wie vor. Es gibt auch streckenbezogene Tageskarten.
Zeitkarten für den Außenbereich gelten in einem algorithmengenerierten „persönlichen Netz“, das der Relation entsprechend ein oder mehrere Strecken zum Ziel hin enthält sowie zusätzlich einige die Strecke(n) umgebenden Linien umfasst. Die Information über das „persönliche Netz“ ist nur online verfügbar.

Bei Zeitkarten für den Außenbereich in Kombination mit Wien gibt es neben der „Kernzone Wien“ auch die billigere „Regionalzone Wien“, welche die Bahnlinien innerhalb Wiens und die Regionalbuslinien im Wiener Streckenabschnitt umfasst.
Fahrkarten
Trotz der tariflichen Entkoppelung wird für eine Fahrt von Wien in den Außenbereich und umgekehrt eine durchgehende Fahrkarte ausgestellt, es können aber auch separate Fahrscheine ab/bis Kernzonengrenze kombiniert werden. Fahrscheine für den Außenbereich sind nicht mehr zu entwerten – Ausnahmen: bei den Automaten und Verkaufsstellen der Wiener Linien können wahlweise Einzelfahrscheine und Tageskarten ab Wien zur späteren Entwertung erworben werden, das ist aber nur für Fahrten von Wien in den Außenbereich möglich, nicht umgekehrt; entwertbare Vorverkaufsfahrscheine gibt es auch für manche Stadtverkehre, z. B. St. Pölten.
Fahrscheine sind online (VOR, ÖBB), via App, bei ÖBB-Fahrkartenautomaten in den Bahnstationen, bei Schaltern und bei Regionalbuslenkern erhältlich. Bei Buslenkern erworbene Einzelfahrscheine gelten zum sofortigen Fahrtantritt, während sonst Abfahrtsdatum und -zeit ausgewählt werden kann. Ursprünglich musste die Fahrt zur angegebenen Abfahrtszeit sofort angetreten werden, seit 1. Jänner 2018 besteht ein Spielraum von 2 Stunden, innerhalb welcher der Fahrtantritt stattfinden muss.
Vorteilscard-Regelung
Inhaber einer Vorteilscard Senior erhalten Einzelfahrkarten bzw. Tageskarten für die Region um 40 % ermäßigt nach dem (im VVNB bereits existenten, im VOR neu eingeführten) VOR-Seniorentarif, in der Kernzone ist die Vorteilscard Senior nicht Voraussetzung für die Inanspruchnahme der Seniorenermäßigung.

Die übrigen Vorteilscards berechtigen bei Fahrten ausschließlich mit Zügen der ÖBB, Raaberbahn, Wiener Lokalbahnen (auch für Fahrten innerhalb Wiens), Mariazellerbahn bzw. Citybahn Waidhofen zu ermäßigten Fahrkarten gemäß dem Haustarif des jeweiligen Bahnunternehmens. Darüber hinaus gelten Tickets nach ÖBB-Tarif generell zu allen Bahnstationen in Wien.
Kritik
Das mit dem Slogan „Einfach. Fair. Flexibel. Praktisch. Bewährt.“ angepriesene neue Tarifsystem erntete auch vielerseits Kritik. Denn durch die Tarifreform kam es für Pendler zum Teil zu deutlichen Verteuerungen der Jahreskarten, weshalb aufgrund zahlreicher Beschwerden ein Kostenzuschuss für das erste und zweite Jahr beantragt werden konnte.
Senioren sahen sich im Vergleich der Tarife mit Vorteilscard Senior/Classic wegen teils höherer Fahrpreise bei Bahnfahrten benachteiligt, insbesondere weil damit auch für Bahnstrecken in der Kernzone extra bezahlt werden muss. Zudem gab es aufgrund des Abbaus der Entwerter im Außenbereich Beschwerden wegen Inkompatibilitäten mit Fahrscheinen für die Kernzone, wovon auch Senioren betroffen waren,
woraufhin im März 2017 in einem Umkreis von 50–60 Kilometern von Wien wieder Entwerter aufgestellt wurden.
Kritisiert wurde auch die Intransparenz der Preisbildung und der „persönlichen Netze“ sowie diverse Unstimmigkeiten.

### Tarifsystem bis 5. Juli 2016
Das Tarifgebiet war in Zonen eingeteilt, die um Wien herum gruppiert waren. Das gesamte Gebiet innerhalb der Stadtgrenze, teilweise auch etwas darüber hinaus, stellte dabei die Zone 100 oder Kernzone dar. Die Außenzonen hatten dreistellige Nummern, deren Hunderterstelle mit zunehmender Entfernung von Wien anstieg. Das Schema der Zehnerstellen war an das Linienschema der Wiener Straßenbahn angelehnt. Die Einerstelle war oft Null, teilweise wurden andere Ziffern zur Unterscheidung verschiedener Zonen vergeben.
Es mussten maximal acht Zonen bezahlt werden, auch wenn (auf direktem Weg) mehr Zonen befahren wurden. Um für gleiche Fahrstrecken auch annähernd gleiche Fahrpreise zu ermöglichen, überlappten sich die Zonen teilweise, sodass eine Zone weniger bezahlt werden musste.
Der Verbundraum umfasste ganz Wien, Teile von Niederösterreich und dem nördlichen Burgenland sowie die Bahnstrecken nach Sopron. Auf österreichischem Gebiet wurde der VOR gänzlich vom Verkehrsverbund Niederösterreich-Burgenland (VVNB) umschlossen. In diesen reichten viele Schienenstrecken des VOR hinein (VOR-Stichlinien). Umgekehrt galt der VVNB-Tarif auf zahlreichen im VOR gelegenen Linien, wenn die Fahrt im VVNB-Verbundraum begann oder endete.
Das Befahren einer Zone kostete zuletzt – ohne Unterbrechung außer zum Umsteigen – 2,20 Euro mit im Vorverkauf oder bei Automaten erhältlichen Fahrscheinen. Direkt in den Straßenbahnzügen und Bussen der Wiener Linien sowie in der Lokalbahn Wien–Baden wurde ein Aufpreis von 10 Cent berechnet, bei regionalen Buslinien nicht. Auf vielen Bahnlinien im VOR musste und muss vor Fahrtantritt ein Fahrausweis erworben werden, vormals war auch ein Fahrkartenverkauf im Zug gegen einen Aufpreis vorgesehen. Für einige Personengruppen (Kinder und Jugendliche, Grundwehrdiener, Pensionisten etc.) gab und gibt es Halbpreis-Fahrkarten zum Preis von 1,10 Euro.
Die Preise für Wochen-, Monats- und Jahreskarten waren in Wien und in den Außenzonen unterschiedlich. Einige Sondertarife wie die „8-Tage-Klimakarte“ galten und gelten nur in Wien.
Innerhalb des Tarifgebietes des VOR konnten und können unter bestimmten Voraussetzungen einzelne Verkehrsmittel auch zu einem internen Tarif des betreffenden Verkehrsunternehmens benutzt werden (etwa Züge der ÖBB), was teilweise günstiger ist. Der VOR-Tarif galt und gilt auch in der 2. Klasse von Fernverkehrszügen mit Ausnahme derer der WESTbahn, die nur kurze Zeit Mitglied des VOR war.

## Liniensystem
Die im Verkehrsverbund Ost-Region geführten Verkehrsmittel werden nach folgendem Liniensystem nummeriert:
- Regionalzug (inkl. Fernverkehr): dreistellige Zahl lt. ÖBB-Kursbuch, z. B. 902
(wird nur für die Liniensuche in der VOR-Fahrplanauskunft verwendet, ansonsten Angabe der Zugnummer bzw. Zuggattung)
- Regionalzug: Zuggattung + ein- bis zweistellige Zahl
- S-Bahn Wien: „S“ + ein- bis zweistellige Zahl, z. B. S45
- Lokalbahn Wien–Baden: WLB bzw. in manchen Fahrplänen RT1 (für Regiotram)
- Regionalbus: meistens drei- oder vierstellige Linienbezeichnungen, z. B. 360, 7905, Expressbuslinien inklusive Wieselbus mit 1 an Hunderterstelle
- Ortsverkehr inkl. Rufverkehr (außer Wien): meistens ein- oder zweistellige Linienbezeichnungen bzw. Regionalbusnummer
- Stadtverkehr Wien
  - U-Bahn: „U“ + einstellige Zahl, z. B. U3
  - Straßenbahn: Buchstabe bzw. ein- oder zweistellige Zahl, z. B. D, 26
  - Stadtbus: ein- oder zweistellige Zahl + „A“ oder „B“, z. B. 13A
  - Nachtbus: „N“ + ein- oder zweistellige Zahl, z. B. N64

Anfänglich war auch die bis 1989 existierende Wiener Elektrische Stadtbahn in den VOR integriert, deren letzte zwei Linien aber bis zuletzt ihre traditionellen Liniensignale G und GD behielten.

## Linienverzeichnis

### Regionalbahn
Hinweis: Die in Kursivschrift angeführten Orte und deren Bahnhöfe sowie die auf diesen Linien jenseits der Staats-/Bundeslandgrenze liegenden Bahnstationen befinden sich außerhalb des VOR-Verbundraums. Die Bahnhöfe von Friedberg, Mariazell, Sopron und Weyer sind auf den angeführten Linien an den VOR angeschlossen.
| Linie     | Verlauf |
| --------- | --- |
| REX1      | Břeclav – Bernhardsthal – Gänserndorf – Wien Floridsdorf – Wien Hauptbahnhof – Wien Meidling – Mödling – Baden – Wiener Neustadt                                                             |
| REX2      | Laa an der Thaya – Mistelbach – Wolkersdorf – Wien Floridsdorf – Wien Rennweg Anmerkung: REX2 fährt ab Wien Rennweg weiter als S7.                                                           |
| REX3      | Znojmo – Retz – Hollabrunn – Stockerau – Korneuburg – Wien Floridsdorf – Wien Hauptbahnhof – Wien Meidling – Mödling – Baden – Wiener Neustadt                                               |
| REX4      | Krems an der Donau – Absdorf-Hippersdorf – Tulln – Wien Franz-Josefs-Bahnhof |
| R40       | St. Andrä-Wördern – Klosterneuburg-Kierling – Wien Franz-Josefs-Bahnhof |
| REX41     | České Velenice – Gmünd NÖ – Sigmundsherberg – Absdorf-Hippersdorf – Tulln a.d. Donau – Wien Franz-Josefs-Bahnhof                                                                             |
| REX44     | Horn – Krems an der Donau – St. Pölten Hauptbahnhof |
| R44       | Sigmundsherberg – Horn – Krems an der Donau – St. Pölten Hauptbahnhof |
| CJX5      | Amstetten – St. Pölten Hauptbahnhof – Tullnerfeld – Wien Westbahnhof |
| R52       | Pöchlarn – St. Pölten Hauptbahnhof |
| R53       | St. Valentin – Amstetten |
| R54       | Hainfeld – Traisen – St. Pölten Hauptbahnhof |
| R55       | Schrambach – Traisen – St. Pölten Hauptbahnhof |
| R56       | Mariazell – Laubenbachmühle – St. Pölten Hauptbahnhof |
| R57       | Scheibbs – Purgstall – Pöchlarn |
| R58       | Kleinreifling – Weyer – Waidhofen an der Ybbs – Amstetten |
| R59       | Citybahn Waidhofen |
| REX6      | Deutschkreutz – Sopron – Ebenfurth – Wien Meidling – Wien Hauptbahnhof – Bruck an der Leitha – Bratislava-Petržalka                                                                          |
| REX62     | Wien Hauptbahnhof – Bruck an der Leitha – Nickelsdorf – Hegyeshalom (– Győr) |
| R62       | Bruck an der Leitha – Nickelsdorf – Hegyeshalom (– Győr) |
| REX63     | Wien Hauptbahnhof – Bruck an der Leitha – Neusiedl am See – Pamhagen (– Fertőszentmiklós) |
| REX64     | Wien Hauptbahnhof – Bruck an der Leitha – Neusiedl am See – Eisenstadt – Wulkaprodersdorf |
| R64       | Eisenstadt Schule – Wulkaprodersdorf |
| REX65     | Wien Hauptbahnhof – Wien Meidling – Ebenfurth – Wulkaprodersdorf – Eisenstadt Anmerkung: REX65 verkehrt auf dem Abschnitt Wien Hbf–Wulkaprodersdorf in beiden Richtungen vereinigt mit REX6. |
| REX7      | Wien Floridsdorf – Wien Rennweg – Flughafen Wien – Wolfsthal |
| REX8      | Wien Hauptbahnhof – Wien Stadlau – Wien Aspern Nord – Marchegg – Bratislava hlavná stanica                                                                                                   |
| R81       | Wien Hauptbahnhof – Wien Stadlau – Wien Aspern Nord – Marchegg |
| CJX9      | Wien Floridsdorf – Wien Hauptbahnhof – Wien Meidling – Baden – Wiener Neustadt – Payerbach-Reichenau (– Semmering – Mürzzuschlag)                                                            |
| REX9      | Wien Hauptbahnhof – Wien Meidling – Wiener Neustadt |
| R91       | (Wiener Neustadt Hauptbahnhof –) Payerbach-Reichenau – Semmering – Mürzzuschlag |
| REX92 R92 | Wiener Neustadt – Aspang – Friedberg |
| REX93     | Wien Hauptbahnhof – Wien Meidling – Wiener Neustadt – Mattersburg – Sopron – Deutschkreutz                                                                                                   |
| R93       | Wiener Neustadt – Mattersburg – Sopron |
| R95       | Wien Hauptbahnhof – Traiskirchen Aspangbahn – Wiener Neustadt |
| R96       | Leobersdorf – Weissenbach-Neuhaus |
| REX97 R97 | Wiener Neustadt – Bad Fischau-Brunn – Wöllersdorf – Pernitz-Muggendorf – Gutenstein |
| R98       | Wiener Neustadt – Bad Fischau-Brunn – Puchberg am Schneeberg |